# 王竹修
王竹修（1865年—1944年），字養拙，號虛菴、逸叟，臺灣臺中人，生員、漢詩詩人。

## 生平
王竹修在同治四年（1865年）出生，光緒年間考中庠生。光緒十六年（1890年）其父捲入施九緞事件，王竹修當時人在泉州，聽聞此事後特地在十一月前往臺北拜見臺灣巡撫劉銘傳，希望能代父受罪。劉銘傳不許，因此使生活陷入困頓之中。之後其喪妻，又於1902年罹患耳病，必須依靠其弟經商資助。
1929年東墩吟社成立時擔任社長，後以「老疾力辭」為由，轉任顧問，1944年過世。因擅長作詩，與王則修、張達修合稱「三修」，又因精通書法，與王石鵬、王則修合稱「三王」。

## 著作
著有《養拙詩鈔》，但並未刊行。